# Габилу, Жан
Габриэль Льюис Лафлин (фр. Gabriel Lewis Laughlin; род. 28 февраля 1944, Папеэте, Таити, Французская Полинезия), более известный как Жан Габилу (фр. Jean Gabilou) — таитянский певец; представлял Францию на песенном конкурсе Евровидение-1981, где занял третье место.

## Ранняя биография
Родился и вырос в городе Папеэте, расположенном на тихоокеанском острове Таити, а в возрасте 13 лет вместе с семьёй переехал жить в город Фааа. Был одним из десяти детей в семье.